# Ted McGinley
Ted McGinley, właśc. Theodore Martin McGinley (ur. 30 maja 1958 w Newport Beach) – amerykański aktor. Odtwórca roli Jeffersona D’Arcy’ego w sitcomie Fox Świat według Bundych (Married… with Children, 1989-1997). Występował jako Charley Shanowski z sitcomu ABC Hope i Faith (Hope & Faith, 2003-2006). Nazywany został „Świętym patronem” strony internetowej „przeskoczenia rekina” z powodu jego częstych ról jako świeżej lub zastępczej postaci na krótko przed zakończeniem wielu seriali telewizyjnych.

## Życiorys

### Wczesne lata
Urodził się i dorastał w Newport Beach w Kalifornii jako syn Emily Joan (z domu Martin) i Roberta Charlesa „Boba” McGinleya. Jego dziadek ze strony ojca miał pochodzenie irlandzkie, a jego rodzina miała także korzenie angielskie, niemieckie i szkockie. W 1976 ukończył szkołę średnią Newport Harbor High School, gdzie pełnił funkcję kapitana drużyny grającej w polo na amerykańskiej olimpiadzie. W szkole średniej był też surferem i ratownikiem. Za otrzymane stypendium sportowe (piłka wodna) studiował na Uniwersytecie Południowej Kalifornii w Los Angeles, gdzie był kapitanem drużyny piłki wodnej i należał do Bractwa Sigma Chi. Grał w młodzieżowej reprezentacji Stanów Zjednoczonych w piłce wodnej mężczyzn. W 1982 tworzył parę z 16-letnią Brooke Shields na balu maturalnym w jej szkole średniej Dwight Englewood w Englewood, w stanie New Jersey.

### Kariera
Swoją karierę rozpoczął jako model i fotograf. Wziął udział w sesji zdjęciowej z Sharon Stone na etykietkę produktu do farbowania włosów. Pozował na rozkładówkach zdjęć dla marki Valentino. W lutym 1979 znalazł się w magazynie „GQ”, gdzie został zauważony przez hollywoodzką reżyserkę castingu, Joyce Selznick, co doprowadziło do jego telewizyjnej roli Rogera Phillipsa, nauczyciela wychowania fizycznego, kuzyna Richiego Cunninghama (Ron Howard) w sitcomie ABC Szczęśliwe dni (Happy Days, 1980-84). Zadebiutował na kinowym ekranie jako stażysta dr Bucky DeVol, który zakochuje się w prostytutce (Crystal Bernard) w komedii Garry’ego Marshalla Zakochani młodzi lekarze (Young Doctors in Love, 1982) z Sean Young.
Wystąpił gościnnie w serialu ABC Fantastyczna wyspa (Fantasy Island, 1982) w roli Errola Brookfielda III i wziął udział w teleturnieju NBC Po prostu mężczyzna (Just Men!, 1983). Po gościnnym udziale w sitcomie Paramount Television Herndon (1983), dostał się do obsady telewizyjnego melodramatu ABC Wśród modeli (Making of a Male Model, (1983) u boku Joan Collins i Jona-Erika Hexuma. W zwariowanej komedii Zemsta frajerów (Revenge of the Nerds, 1984) z Robertem Carradine i Anthonym Edwardsem zagrał Stana Gable’a, szefa rady greckiej i przewodniczącego stowarzyszenia o nazwie Alpha Beta.
Karierę na szklanym ekranie kontynuował w sitcomie ABC Statek miłości (The Love Boat, 1984-1986) jako okrętowy fotograf intendent Ashley Covington „Ace” Evans. W operze mydlanej Dynastia (Dynasty, 1986-87) wcielił się w postać Clayburna „Claya” Fallmonta, surowego syna jednego z rywali Blake’a Carringtona (John Forsythe), narzeczonego Sammy Jo (Heather Locklear) a potem kochanka Leslie Carrington (Terri Garber). W operze mydlanej Hotel (1985-1987) wystąpił jako Kyle Stanton. W dreszczowcu Michaela Crichtona Dowód rzeczowy (Physical Evidence, 1989) z Burtem Reynoldsem zagrał płytkiego i materialistycznego chłopaka głównej bohaterki granej przez Theresę Russell. Uznanie zdobył rolą bezrobotnego Jeffersona D’Arcy, który żyje z pieniędzy żony Marcy, byłego agenta CIA, który spędził pewien czas w więzieniu w sitcomie Fox Świat według Bundych (Married with Children, 1989-1997). Dołączył do sitcomu ABC Hope i Faith (Hope & Faith, 2003-2006) jako Charley Shanowski.
Na dużym ekranie można go było zobaczyć w filmach: komedii Drużyna z Beverly Hills (Troop Beverly Hills, 1989) z Shelley Long, Pia Zadorą i Stephanie Beacham, komedii Świat Wayne’a 2 (Wayne’s World 2, 1993), komedii sportowej Pierwsza liga III: Powrót do źródeł (Major League: Back to the Minors, 1998) ze Scottem Bakulą, komedii Dick (1999) z Kirsten Dunst i Ryanem Reynoldsem oraz melodramacie wojennym Pearl Harbor (2001) z Benem Affleckiem, Joshem Hartnettem i Kate Beckinsale.
Występował także w przedstawieniu 6 Rms Riv Vu w Tiffany’s Attic/Kansas Theatre i Dinner Theatre Burta Reynoldsa w spektaklu Dziwak z Central Parku (I’m Not Rappaport).
W 2008 brał udział w amerykańskim programie Taniec z gwiazdami, gdzie został wyeliminowany w drugim etapie.
31 stycznia 2009 na Hallmark Channel miał premierę melodramat Wyzwanie miłości (The Note II: Taking a Chance on Love), będący kontynuacją amerykańsko-kanadyjskiego dramatu Wiadomość z zaświatów (The Note, 2007), gdzie zagrał postać Kingstona „Kinga” Danville u boku Genie Francis.

### Życie prywatne
21 czerwca 1991 poślubił Georgeanne Marie „Gigi” Rice, z którą ma dwóch synów: Termana (ur. 1991) i Quinna (ur. 25 maja 1994).

## Filmografia

### Filmy fabularne
- 1982: Zakochani młodzi lekarze (Young Doctors in Love) jako dr Bucky DeVol
- 1983: Herndon (TV) jako Shack Shackleford
- 1983: Wśród modeli (Making of a Male Model, TV) jako Gary Angelo
- 1984: Zemsta frajerów (Revenge of the Nerds) jako Stan Gable
- 1989: Dowód rzeczowy (Physical Evidence) jako Kyle
- 1989: Drużyna z Beverly Hills (Troop Beverly Hills)
- 1991: Blue Tornado jako Philip
- 1992: Space Case jako Biff
- 1992: Zemsta frajerów – następne pokolenie' (Revenge of the Nerds III: The Next Generation, TV) jako Dean Stanley Gable
- 1993: Świat Wayne’a 2 (Wayne’s World 2) jako pan Krzyk
- 1993: Linda (TV) jako Brandon 'Jeff' Jeffries
- 1994: Dzika sprawiedliwość (Wild Justice, TV) jako Aubrey Billings
- 1994: Zemsta frajerów IV – zakochane świry (Revenge of the Nerds IV: Nerds in Love, TV) jako Stan Gable
- 1995: Śmiertelny poker (Tails You Live, Heads You're Dead, TV) jako Jeffrey Quint
- 1996: Zabójcza sieć (Deadly Web, TV) jako Peter Lawrence
- 1998: Największa obawa matki (Every Mother’s Worst Fear, TV) jako Scanman
- 1998: Pierwsza liga III: Powrót do źródeł (Major League: Back to the Minors) jako Leonard Huff
- 1999: Follow Your Heart jako James Allen Bailey
- 1999: Wojna na grzebienie (The Big Tease) jako Johnny Darjerling
- 1999: Hard Time: Hostage Hotel (TV) jako agent FBI Hopkins
- 1999: Dick jako Roderick
- 2000: Face the Music jako Marcus
- 2000: Daybreak jako Dillon Johansen
- 2001: Pearl Harbor jako major
- 2003: Family Curse (TV)
- 2003: Wyścig z żywiołem (Frozen Impact, TV) jako Dan Blanchard
- 2004: Tajemnica lotu 323 (NTSB: The Crash of Flight 323, TV) jako Reese Faulkner
- 2007: The Note (TV) jako Kingston Danville
- 2007: The Storm Awaits (film krótkometrażowy) jako Vale NewCastle
- 2008: Eavesdrop jako Grant
- 2009: Biorąc szansę na miłość (Taking a Chance on Love, TV) jako Kingston Danville
- 2010: Scooby-Doo: Klątwa potwora z głębin jeziora (Scooby-Doo! Curse of the Lake Monster) jako wujek Thorny
- 2010: Privileged jako pan Webber
- 2011: Święta na całego (Christmas with a Capital C) jako Dan Reed
- 2012: The 4 to 9ers (TV) jako Ray
- 2012: Imaginary Friend (TV) jako oficer Cameron
- 2012: Wybór matki (Notes from the Heart Healer, TV) jako Kingston Danville
- 2013: Bad Behavior jako Bruce
- 2013: A Mother’s Rage (TV) jako Stan
- 2014: Rescuing Madison (TV) jako Douglas
- 2014: Redeemed (TV) jako Paul
- 2015: Czy naprawdę wierzysz? (Do You Believe?) jako Matthew
- 2015: Underdog Kids jako pan Hershfeld

### Seriale TV
- 1980-84: Szczęśliwe dni (Happy Days) jako Roger Phillips
- 1982: Fantastyczna wyspa (Fantasy Island) jako Errol Brookfield III
- 1983: Po prostu mężczyzna (Just Men!)
- 1984-86: Statek miłości (The Love Boat) jako Ashley „Ace” Covington Evans
- 1985: Hotel jako Wade Stafford
- 1986: Hotel jako Neil Benson
- 1986-87: Dynastia (Dynasty) jako Clay Fallmont
- 1987: Hotel jako Kyle Stanton
- 1988: Perfect Strangers jako Billy Appleton
- 1989: B.L. Stryker jako Mitch Slade
- 1989-97: Świat według Bundych (Married with Children) jako Jefferson D’Arcy
- 1990: Miasteczko Evening Shade (Evening Shade) jako Kyle Hampton
- 1991: Baby Talk jako Craig Palmer
- 1993: Świat według Bundych (Married with Children) jako książę Paco
- 1995: The John Larroquette Show jako Tim
- 1995: Życie jak sen (Dream On) jako Chad Spencer
- 1996: The John Larroquette Show jako Karl Reese
- 1998-99: Redakcja sportowa (Sports Night) jako Gordon
- 1999: Work with Me jako Murray Epstein
- 2000-2001: Prezydencki poker (The West Wing) jako Mark Gottfried
- 2001: Kancelaria adwokacka (The Practice) jako Michael Hale
- 2002: Liga Sprawiedliwych (Justice League) jako Tom Turbine (głos)
- 2002: Wednesday 9:30 (8:30 Central) jako Ted Wayne Giblen
- 2003: Charlie Lawrence jako Graydon Cord
- 2003-2006: Hope i Faith (Hope & Faith) jako Charlie Shanowski
- 2003: The Proud Family (Rodzina Dumnych) jako Lance McDougal (głos)
- 2003: Liga Sprawiedliwych (Justice League) jako Burns (głos)
- 2007: Dopóki śmierć nas nie rozłączy (`Til Death) jako Webby
- 2007-2008: Family Guy jako agent wypożyczalni helikopterów (głos)
- 2009: Świry (Psych) jako Randy Labayda
- 2010: Czarodzieje z Waverly Place (Wizards of Waverly Place) jako Superintendent Clanton
- 2010: Melissa i Joey (Melissa & Joey) jako major Frank Hitchcock
- 2011: Breaking In jako Larry
- 2011: Batman: Odważni i bezwzględni jako Aquaman 2 (głos)
- 2012: Sullivan i Syn (Sullivan & Son) jako Eugene Casternakie
- 2012: Mentalista (The Mentalist) jako Ed Hunt
- 2013: Mad Men jako Mel
- 2014: Castle jako Brock Harmon
- 2015: Transformers: Robots in Disguise jako Denny Clay (głos)